# Huis der Reiniers

Het wapen van de dynastie

Het huis der Reiniers  of Reginaren (later bekend als het huis Brabant) was een Lotharische dynastie ten tijde van de Karolingers en Ottonen. Ze waren de eerste dynastie die over het graafschap Henegouwen regeerden en brachten twee hertogen van Lotharingen voort. De dynastie werd gesticht door Giselbert van de Maasgouw toen die Ermengarde, de dochter van koning Lotharius I van Midden-Francië schaakte en vervolgens huwde.
Na de dood van Karel de Dikke geraakten de Reiniers in een lange strijd met de Konradijnen om de macht in Lotharingen verwikkeld. Toen ze er in 910 in slaagden Karel de Eenvoudige als koning te laten verkiezen, kwamen ze als overwinnaars uit de bus. Maar uiteindelijk moesten ze aan macht inboeten door een coalitie tussen de Karolingers van West-Francië en de aartsbisschop van Keulen, Bruno I. In 958 werden de bezittingen van Reinier III van Henegouwen geconfisqueerd en aan Gerard van Metz (een telg van de Matfriedingen, vijanden van het huis der Reiniers sinds de periode van koning Zwentibold) geschonken.
Tegen het einde van de tiende eeuw was de dynastie geen hechte familie meer. Hun nazaten in de graafschappen Bergen en Leuven bleven echter lange tijd dwarsliggers tegen het koninklijke gezag. De dynastie bracht ook een Engelse koningin voort: Adelheid van Leuven, echtgenote van koning Hendrik I van Engeland.

## Stamboom
```
Giselbert, graaf van de Maasgouw

X Ermengarde, dochter van 
Lotharius I

│
├──> 
Reinier I  van Henegouwen
(850 † 915), graaf van 
Henegouwen

│   X Hersinde of Alberade 
│   │
│   ├──> 
Giselbert II van de Maasgouw
 († 939), hertog van 
Lotharingen

│   │   X 928  
Gerberga van Saksen
 (915 † 984)
│   │   │
│   │   ├──>Hendrik (†  944)
│   │   │
│   │   ├──>Albert
│   │   │   X Reinout van Roucy
│   │   │
│   │   ├──>Hedwige
│   │   │
│   │   └──>Gerberga
│   │       X 
Albert I van Vermandois
 († 987)
│   │
│   ├──>
Reinier II van Henegouwen

│   │   │
│   │   ├──> 
Reinier III van Henegouwen

│   │   │    X 
Adela van Leuven

│   │   │   ├──> 
Reinier IV
, graaf van 
Bergen
 († 1013)
│   │   │   │   X Hedwige, dochter  van 
Hugo Capet

│   │   │   │   │
│   │   │   │   ├──> 
Reinier V
, graaf van Bergen († 1039)
│   │   │   │   │   X 1015 Mathilde van Verdun
│   │   │   │   │   │
│   │   │   │   │   └──>
Herman van Bergen
 († 1051)
│   │   │   │   │       X 
Richilde van Henegouwen

│   │   │   │   │       │
│   │   │   │   │       ├──> Roger  (†1093), bisschop van Châlons-sur-Marne
│   │   │   │   │       │
│   │   │   │   │       └──>Gertrude, non
│   │   │   │   │
│   │   │   │   └──>Beatrice
│   │   │   │       
│   │   │   │
│   │   │   └──> 
Lambert I van Leuven
  (950 † 1015), 
│   │   │       X  
Gerberga van Neder-Lotharingen
 (975 † 1018)
│   │   │       │
│   │   │       ├──> 
Hendrik I van Leuven
 († 1038)
│   │   │       │   │
│   │   │       │   ├──> 
Otto van Leuven
 († 1040)
│   │   │       │
│   │   │       ├──> 
Reinier van Leuven

│   │   │       │   X dochter van  
Boudewijn IV van Vlaanderen

│   │   │       │
│   │   │       └──> 
Lambert II van Leuven
  († 1054)
│   │   │           X 
Oda van Verdun

│   │   │           │
│   │   │           ├──> 
Hendrik II van Leuven
 (1020 † 1078)
│   │   │           │   X Adela
│   │   │           │   │
│   │   │           │   ├──>
Hendrik III van Leuven
 († 1095)
│   │   │           │   │   X 
Gertrude van Vlaanderen
 (1080 † 1117)
│   │   │           │   │
│   │   │           │   ├──>
Godfried I van Leuven
 (1060 † 1140) 
│   │   │           │   │   X 1) 
Ida van Chiny
 (1078 † 1117)
│   │   │           │   │   X 2) 
Clementia van Bourgondië
 († 1133)
│   │   │           │   │   │
│   │   │           │   │   ├─1>
Godfried II van Leuven
 (1107 † 1142)
│   │   │           │   │   │   X Lutgarde van Soulzbach (1109 † 1163)
│   │   │           │   │   │   │
│   │   │           │   │   │   └──>
Godfried III van Leuven
 (1140 † 1190)
│   │   │           │   │   │       │
│   │   │           │   │   │       └──> 
Hendrik I
, eerste hertog van 
Brabant
, stichter van het 
huis Brabant

│   │   │           │   │   │
│   │   │           │   │   ├─1> 
Adelheid van Leuven
 († 1151)
│   │   │           │   │   │   X 1) 
Hendrik I van Engeland
 (1070 † 1135)
│   │   │           │   │   │   X 2) 
Willem II van Aubigny

│   │   │           │   │   │
│   │   │           │   │   ├─1>Ida
│   │   │           │   │   │   X 
Arnoud I van Kleef

│   │   │           │   │   │
│   │   │           │   │   ├─1>Clarissa
│   │   │           │   │   │
│   │   │           │   │   ├─1>Hendrik, monnik in Affligem
│   │   │           │   │   │
│   │   │           │   │   
│   │   │           │   │       
│   │   │           │   │      
│   │   │           │   │
│   │   │           │   ├──> 
Albert van Leuven
 († 1128), prins-bisschop van Luik
│   │   │           │   │
│   │   │           │   └──> Ida (1077 † 1107/1139)
│   │   │           │        X 1084 
Boudewijn II van Henegouwen
 († 1098)
│   │   │           │
│   │   │           ├──>Reinier (†1077)
│   │   │           └──>Gerberga
│   │   │
│   │   ├──> Rudolf, graaf van de Maasgouw en  Haspengouw
│   │   ├──>Liethard
│   │   │   
│   │   │   
│   │   │   
│   │   │       
│   │   │       
│   │   │
│   │   └──>dochter X Nevelong († 953), graaf van Betuwe
│   │
│   └──>dochter X 
Berengarius van Namen

│
└──>Albert, graaf van de Maasgouw
```